# Uzvar
El uzvar («узвар» en ucraniano; «компот» – compot en ruso) es una bebida tradicional de la cocina de Ucrania. Es un jugo realizado con la cocción de frutas deshidratadas, similar a la kompot, y que se realiza tradicionalmente en la víspera de algunas celebraciones religiosas, como la Navidad o el Bautismo de Jesús.
Su nombre proviene del verbo zvariti («зварити»), que significa «hervir», «cocer». La fruta es colocada en un termo u otro recipiente cerrado, al que se le agrega agua hirviendo y usualmente azúcar; el termo se cierra y la bebida se deja reposar. 